# 裴多菲巴尼奥
裴多菲巴尼奥（匈牙利語：Petőfibánya）是匈牙利赫维什州所辖的一个村。总面积11.11平方公里，总人口2825，人口密度254.3人/平方公里（2011年1月1日）。